# Allan L. McDermott
Allan Langdon McDermott (ur. 30 marca 1854 w South Boston w Massachusetts, zm. 26 października 1908 w Jersey City) – amerykański prawnik, polityk, członek Partii Demokratycznej.

## Działalność polityczna
W 1880 i 1881 zasiadał w New Jersey General Assembly, a od 1899 do 1900 w New Jersey Senate. W 1895 i 1902 był kandydatem na senatora. W okresie od 3 grudnia 1900 do 3 marca 1903 przez dwie kadencje był przedstawicielem 7. okręgu, a następnie do 3 marca 1907 przez dwie kadencje przedstawicielem nowo utworzonego 10. okręgu wyborczego w stanie New Jersey w Izbie Reprezentantów Stanów Zjednoczonych.